# Sasovo
Sásovo —ciudad (desde 1926) en el óblast de Riazán, centro administrativo del raión Sásovski, que no forma parte de la ciudad de importancia regional. Forma la entidad municipal distrito urbano ciudad de Sásovo en la región de Riazán.
Se encuentra en el este de la óblast de Riazán, en la orilla del río Tsna, a 184 kilómetros de Riazán. La población es de 23.213 habitantes.

## Toponimia
Existen versiones con origen eslavo y turco del topónimo. El nombre Sásovo, según E. M. Pospélov, se formó utilizando el sufijo posesivo -ov de la forma diminutiva Sas del nombre personal de calendario Sasonyi. Según M. Fasmer, proviene de la palabra rusa antigua Sas, que significa Saks, sajón.
Las versiones turcas sobre el origen del nombre de la ciudad están relacionadas con la palabra saz (o sas), que significa pantano, lugar pantanoso en la traducción. Las palabras dialectales sas (lugar pantanoso), saska (fondo fangoso y blando) también se registraron en los dialectos rusos de la Siberia meridional y sudoccidental, y los topónimos son numerosos en la zona desde Balcanes hasta Yakutia.

## Historia
La ciudad fue fundada a mediados del siglo XVI. La primera información sobre ella figura en el libro de escribanía del distrito de Shatsk en 1617. Desde 1778, Sásovo forma parte del Elatomski uyezd, Provincia de Tambov. Anteriormente, la ciudad se encontraba en el centro del Kanato de Qasim.
Desde tiempos antiguos, la principal ocupación de los habitantes de Sásovo era el negocio de hilado de cuerdas. Había fábricas de cuerdas y de hilos. También se desarrollaron la construcción naval y el comercio. En el siglo XIX, una de las propietarias de la gran aldea comercial de Sásovo era la madre del gran escritor ruso I. S. Turgenev: Varvara Petrovna.
En 1893, el tramo Riazán - Sásovo del ferrocarril Moscú-Kazán abrió el tráfico de pasajeros y mercancías. Ello condujo a un importante desarrollo económico del pueblo. En 1894, 6500 habitantes vivían en Sásovo.
Los ferroviarios de la estación de Sásovo y los campesinos locales participaron activamente en los acontecimientos revolucionarios de 1905. Se creó un comité de huelga que imprimió clandestinamente folletos llamando a los ferroviarios y campesinos a la lucha por el derrocamiento de la autocracia zarista.

### sigloXX
En diciembre de 1917, el poder soviético se estableció en el pueblo de Sásovo. En 1919, los ferroviarios del depósito de Sásovo se dirigieron a Mijaíl Kalinin. En el edificio del depósito de locomotoras se colocó una placa conmemorativa en recuerdo de su estancia.
En 1923, el distrito de Elatom de la óblast de Tambov pasó a formar parte de la provincia de Riazán, en 1925, por mandato del VTsIK se formó el raión Sásovski.
El 19 de junio de 1926, el pueblo de Sásovo recibió el estatus de ciudad, y el 13 de octubre, después de las elecciones, el Consejo Municipal de los Diputados del Pueblo Trabajador comenzó su trabajo. Su primer presidente fue I. N. Kochetkov. En la ciudad vivían entonces unas 10 mil personas. Trabajaban una fábrica de canales, una imprenta, un matadero, un taller de costura, una estación de máquinas y tractores. Establecimientos educativos y de ocio: tres escuelas, dos jardines de infancia, dos bibliotecas, un club de trabajadores ferroviarios.
Durante la Gran Guerra Patria, los trenes con tropas, tanques, armas y municiones circulaban por la vía férrea en un flujo ininterrumpido. En el frente fueron llamados 35.335 residentes del raión de Sásovo, de los cuales más de 10 mil fueron asesinados. Más de 5 mil sasovitas fueron condecorados con órdenes y medallas, 18 sasovitas recibieron el título de Héroe de la Unión Soviética. Uno es un caballero de pleno derecho de la Orden de la Gloria. En honor a los habitantes de la ciudad que murieron en los frentes de la Gran Guerra Patria, se inauguró un complejo conmemorativo, donde arde la Llama Eterna de la Memoria. En la calle principal de la ciudad se instaló un busto de bronce del Héroe de la Unión Soviética A. S. Mishin. 
En 1943, se fundó en Sásovo la Escuela de Aviación Civil de Sásovo, que ahora lleva el nombre del Héroe de la Unión Soviética G.A. Tarán.
Después de la guerra, surgieron nuevos barrios y calles en la ciudad. Uno de los acontecimientos más brillantes en la vida de la ciudad fue la construcción de una gran planta de líneas automáticas, que se convirtió en la mayor empresa de formación de la ciudad.
En 1989, se formó una brigada de construcción de carreteras independiente en Sásovo llamada Departamento Central de Construcción de Carreteras del Ministerio de Defensa de la URSS para llevar a cabo programas estatales.
En 1991 y 1992, las explosiones de Sásovo estallaron en las afueras de la ciudad.
Desde 1997, se celebra en la ciudad el Festival Panruso de Arte Popular dedicado al compositor Alexander Averkin. Se ha creado un premio regional que lleva el nombre de A.P. Averkin.

## Clima
El clima de la ciudad es moderadamente continental, generalmente característico del cinturón medio de Rusia, con inviernos largos, a veces muy fríos, y veranos cálidos, a veces calurosos. La temperatura media en julio es de +20 °C, en enero de -10,5 °C. Se han registrado temperaturas de hasta +43 grados durante la "anormal" ola de calor. La tasa de precipitación anual es de unos 500 mm.
| Parámetros climáticos promedio de Sasovo | Parámetros climáticos promedio de Sasovo | Parámetros climáticos promedio de Sasovo | Parámetros climáticos promedio de Sasovo | Parámetros climáticos promedio de Sasovo | Parámetros climáticos promedio de Sasovo | Parámetros climáticos promedio de Sasovo | Parámetros climáticos promedio de Sasovo | Parámetros climáticos promedio de Sasovo | Parámetros climáticos promedio de Sasovo | Parámetros climáticos promedio de Sasovo | Parámetros climáticos promedio de Sasovo | Parámetros climáticos promedio de Sasovo | Parámetros climáticos promedio de Sasovo |
| Mes                                      | Ene.                                     | Feb.                                     | Mar.                                     | Abr.                                     | May.                                     | Jun.                                     | Jul.                                     | Ago.                                     | Sep.                                     | Oct.                                     | Nov.                                     | Dic.                                     | Anual                                    |
| ---------------------------------------- | ---------------------------------------- | ---------------------------------------- | ---------------------------------------- | ---------------------------------------- | ---------------------------------------- | ---------------------------------------- | ---------------------------------------- | ---------------------------------------- | ---------------------------------------- | ---------------------------------------- | ---------------------------------------- | ---------------------------------------- | ---------------------------------------- |
| Temp. máx. media (°C)                    | -7.3                                     | -6.3                                     | -0.2                                     | 10.7                                     | 19.4                                     | 23.6                                     | 25.5                                     | 23.6                                     | 17.2                                     | 8.6                                      | 0.6                                      | -4.5                                     | 9.2                                      |
| Temp. media (°C)                         | -10.5                                    | -10.2                                    | -4.3                                     | 5.7                                      | 13.5                                     | 17.8                                     | 19.8                                     | 17.7                                     | 11.7                                     | 4.7                                      | -2                                       | -7.3                                     | 4.7                                      |
| Temp. mín. media (°C)                    | -13.9                                    | -13.9                                    | -8.1                                     | 1.5                                      | 7.9                                      | 12.1                                     | 14.3                                     | 12.5                                     | 7.3                                      | 1.6                                      | -4.4                                     | -10.2                                    | 0.6                                      |
| Precipitación total (mm)                 | 29                                       | 24                                       | 26                                       | 30                                       | 42                                       | 50                                       | 60                                       | 59                                       | 48                                       | 50                                       | 39                                       | 38                                       | 495                                      |
| Fuente: Meteoinfo.ru                     |                                          |                                          |                                          |                                          |                                          |                                          |                                          |                                          |                                          |                                          |                                          |                                          |                                          |

## Datos demográficos
| Año  | Población | Ref    |        |
| ---- | --------- | ------ | ------ |
| 1894 | 6.500     | Ref    | [ 9 ]  |
| 1926 | 9.831     | Ref    | [ 10 ] |
| 1931 | 10.300    | [ 9 ]  |        |
| 1939 | 17.099    | [ 11 ] |        |
| 1959 | 20.735    | [ 12 ] |        |
| 1967 | 26.000    | [ 9 ]  |        |
| 1970 | 27.228    | [ 11 ] |        |
| 1979 | 30.180    | [ 13 ] |        |
| 1989 | 35.875    | [ 14 ] |        |
| 1992 | 35.800    | [ 9 ]  |        |
| 1996 | 34.600    | [ 9 ]  |        |
| 1998 | 34.000    | [ 9 ]  |        |
| 2001 | 32.800    | [ 9 ]  |        |
| 2002 | 30.736    | [ 15 ] |        |
| 2003 | 30.700    | [ 9 ]  |        |
| 2005 | 30.000    | [ 16 ] |        |
| 2006 | 29.600    | [ 9 ]  |        |
| 2007 | 29.200    | [ 9 ]  |        |
| 2009 | 28.865    | [ 17 ] |        |
| 2010 | 28.118    | [ 18 ] |        |
| 2011 | 28.100    | [ 9 ]  |        |
| 2012 | 27.863    | [ 19 ] |        |
| 2013 | 27.564    | [ 20 ] |        |
| 2014 | 27.343    | [ 21 ] |        |
| 2015 | 26.871    | [ 22 ] |        |
| 2016 | 26.303    | [ 23 ] |        |
| 2017 | 25.747    | [ 24 ] |        |
| 2018 | 25.177    | [ 25 ] |        |
| 2019 | 24.523    | [ 26 ] |        |
| 2020 | 23.786    | [ 27 ] |        |
| 2021 | 23.213    | [ 28 ] |        |

A 1 de enero de 2021, la ciudad ocupaba el puesto 600 de 1116 ciudades de la Federación Rusa en términos de población.

## Industria
Volumen de producción industrial en 2001 (en precios reales) - 428,1 millones de rublos (5,6 millones de euros). 
Las mayores empresas de la ciudad son: la planta de máquinas-herramienta "Sasta", la LLC "fundición Sasovsky", la planta de maquinaria agrícola, OJSC "Moloko" - gran planta lechera, granero y panadería, planta de procesamiento de carne (actualmente cerrada), planta lechera, fábrica de ropa, cervecería (actualmente cerrada). La ciudad también alberga uno de los mayores centros de datos de Rusia, construido por Yandex.

## Transporte
En 1893, se instaló un ferrocarril hasta Sásovo desde Riazán, que posteriormente continuó hacia el este. En 1959, se electrificó la línea con corriente continua, y en la segunda mitad del siglo XX se colocó una segunda vía. La principal estación de ferrocarril de la ciudad es la quinta más grande de la región de Riazán. Aproximadamente la mitad de los trenes de larga distancia que pasan por Sásovo se detienen allí. El servicio de cercanías se realiza con trenes eléctricos hasta Riazán, Kustarevka, Pichkiryáevo y con trenes diésel hasta Svezhenkaya.
Sásovo está conectada por rutas de autobuses interurbanos con Riazán y Kasímov, Shatsk, Kadomy, Ermishy. El tráfico suburbano está representado por las rutas de autobús hacia Arga, Lasitsy, Chubárovo, Yámbirno, Nóvoe Beryózovo, Ustye, Verjne-Nikólskoe.
El transporte urbano nacional lo proporciona la Empresa de Transporte Motorizado de Sásovskoe, con 14 rutas de autobuses que circulan por la ciudad.
En enero de 2019, se reanudó la construcción de una carretera de circunvalación alrededor de Sásovo en la autopista Kasimov-Shatsk, que circunvala Sásovo desde el oeste. La construcción finalizó en junio de 2020. 

## Educación
- Escuela de Vuelo de Aviación Civil de Sásovo que lleva el nombre de Tarán G.A., Héroe de la Unión Soviética (Rama del Instituto de Aviación Civil de Ulyánovsk)
- El Colegio Industrial Sásovski lleva el nombre de Caballero de la Orden de la Gloria V.M. Shemarov
- Hay 4 escuela de educación general secundaria, 1 escuela de educación general básica, 1 escuela de educación general primaria.

## Atracciones turísticas
- Museo histórico y de historia local de Sásovski
- Catedral de Kazán, icono de la Madre de Dios. Se construyó en 1826. El dinero se recaudó entre los feligreses, pero la cantidad principal fue donada por los comerciantes locales Póstnikov y Solovyov. Se cerró después de 1917, pero se reabrió durante la Gran Guerra Patria.[31]
- Museo de la canción rusa llamado A. P. Averkin.
- Museo de la escuela de vuelo de Sásovo de G. A. Tarán.
- Monumento a los ferroviarios de todas las generaciones.
- Monumento al arma soviética constructor N. F. Makárov.
- Monumento a las tropas fronterizas de todas las generaciones.
- Monumento a los internacionalistas (2019, calle Vokzálnaya).[32]
- Casa del comerciante Póstnikov. El edificio está ahora casi derruido.
- Monumento al escritor Hemingway, Ernest Hemingway.
- La casa solariega del Barón W. F. von der Lounitz y las ruinas de la yeguada. Se encuentra a 18 km de Sásovo, en el pueblo de Kargáshino. La arquitectura de esta mansión era de estilo gótico.[33]

### La mansión de Sásovo
La mansión de Sásovo (Tróitskoe) fue fundada en el último cuarto del siglo XVII. En la primera mitad del siglo XVIII pertenecía al Consejero Privado y caballero duque A. I. Gagarin (nacido en 1723), casado con la princesa P. G. Urusova (m. 1796). Luego a su hijo el verdadero Consejero Privado Duque I. A. Gagarin (1771-1832), casado en primeras nupcias con E. I. Balabina (1773-1803), y por el segundo matrimonio con la actriz E.S. Semenova (1786-1849). Después de eso perteneció a su hijo por el primer matrimonio Príncipe P.I.Gagarin (1798-1872) casado con L.I.Vyrubova (d.1809), su segunda esposa (común) - cantante O.Verviciotti (d.1858). A mediados del siglo XIX pasó por parentesco al príncipe V.I. Gagarin, en la década de 1910 - al consejero titular P.I. Malinin. El hijo de P.I. Gagarin y O. Verveciotti fue el actor Lensky, Alexander Pavlovich A.P. Lensky (1847-1908). El hijo ilegítimo del príncipe P. I. Gagarin fue el pensador religioso y futurólogo N. F. Fiódorov (1829-1903).
Los callejones de tilos del parque se han conservado hasta hoy. Los edificios señoriales y la iglesia de la Trinidad de 1815 se han perdido.

## Personas destacadas
- Alexander Averkin (1935-1995) - compositor, acordeonista, poeta, trabajador artístico honrado de Rusia, miembro de la Unión de Compositores de la URSS, ciudadano honorario de la ciudad de Sasovo, director artístico del conjunto Moskontsert "Birth of Songs".
- Yury Azovkin (1924-1993) - Héroe de la Unión Soviética, teniente superior, comandante del pelotón de control de la 1ª batería del 148.º Regimiento de Artillería-Mortero de la Guardia.
- Beglov, Spartak Ivanovich (1924-2006) - Doctor en Ciencias Históricas, Profesor, Trabajador de Honor de la Cultura de la Federación Rusa.
- Bogdanov, Nikolai Vladimirovich (1906-1989) - escritor, periodista, vivió en Sasov de 1917 a 1923, uno de los organizadores del Komsomol local, autor del cuento "La primera chica".
- Boljovitinov, Viktor Nikolaevich (1912-1980) - escritor, periodista, redactor jefe de "Ciencia y Vida" (1961-1980).
- Fyodor Dmitrievich Varaksin, Ministro de la Industria del Papel y la Madera de la Unión Soviética (1954-1957).
- Yakov Gavrilovich Varaksin - vicealmirante de la Armada Soviética (1954), ingeniero naval, candidato a las ciencias técnicas (1951), profesor asociado (1954).
- Alexander Gridinsky (1921-1944) - Teniente de la Guardia, subcomandante de escuadrón, Héroe de la Unión Soviética (06.05.1965, a título póstumo).
- Viktor Zolotov - director del Servicio Federal de Tropas de la Guardia Nacional de la Federación Rusa. Primer Viceministro del Interior - Comandante en Jefe de las Tropas del Interior del Ministerio del Interior de Rusia (2014-2016). Jefe del Servicio de Seguridad Presidencial de la Federación de Rusia - Director Adjunto del Servicio de la Guardia Federal de Rusia (2000-2013).
- Kiselev Ivan Mikhailovich (1919-1987) - piloto de caza, teniente superior del Ejército Rojo de los Obreros y Campesinos, participante de la Gran Guerra Patria, Héroe de la Unión Soviética (1965).
- Yury Mikhailovich Korolkov (1906-1981) - novelista soviético, periodista, autor de la novela "Partisan Leon Golikov", una novela-crónica "Secretos de la guerra.
- Nikolai Makarov (1914-1988) - destacado diseñador soviético de armas pequeñas y de artillería, Héroe del Trabajo Socialista (1974). Diseñó la pistola Makarov de 9 mm (PM) y, junto con M. N. Afanasyev, el cañón de aviación de 23 mm AM-23.
- Mishin, Alexander Stepanovich (1923-1944) - Soldado de la Guardia, Héroe de la Unión Soviética (24.03.1945, a título póstumo).
- Molodtsov, Vladimir Alexandrovich (1911-1942) - Oficial de la inteligencia soviética, capitán del servicio de seguridad estatal, partisano, Héroe de la Unión Soviética (5.11.1944, a título póstumo). Durante la Gran Guerra Patria dirigió el destacamento de subversión y reconocimiento en la Odesa ocupada.
- Nikolai Petrovich Ostroumov (1846-1930) - famoso científico-orientalista, historiador y etnógrafo. Fue uno de los primeros exploradores del Turquestán.
- Savin Victor Stepanovich (1921-1965) - soldado del Ejército Rojo Obrero y Campesino, participante de la Gran Guerra Patria, Héroe de la Unión Soviética (1943).
- Feodoritov, Vyacheslav Petrovich (1928-2004) - Científico ruso, Doctor en Ciencias Físicas y Matemáticas, científico de honor de la Federación Rusa, ganador del Premio Stalin y dos veces ganador del Premio Estatal de la URSS.
- Shemarov, Vasily Mikhailovich (1922-2015) - caballero de pleno derecho de la Orden de la Gloria, ferroviario de honor.